# Campeonato Mato-Grossense 2011
Campeonato Mato-Grossense 2011 var 2011 års säsong av distriktsmästerskapet i fotboll i delstaten Mato Grosso i Brasilien. Mästerskapet bestod av 12 lag som delades in i två grupper om sex lag i varje grupp. I varje grupp spelade lagen mot varandra hemma och borta, vilket innebar totalt 10 matcher för varje lag. De fyra främsta i varje grupp gick vidare till slutspel medan de två sämsta i varje grupp flyttades ner en division till nästkommande säsong. Till slut vann Cuiabá mästerskapet.

## Tabeller

### Grupp A
| Nr | Lag        | S  | V | O | F | GM | IM | MS  | P  |
| -- | ---------- | -- | - | - | - | -- | -- | --- | -- |
| 1  | Luverdense | 10 | 6 | 3 | 1 | 16 | 9  | +7  | 21 |
| 2  | Cuiabá     | 10 | 4 | 4 | 2 | 21 | 13 | +8  | 16 |
| 3  | Mixto      | 10 | 3 | 4 | 3 | 17 | 14 | +3  | 13 |
| 4  | Sorriso    | 10 | 2 | 6 | 2 | 14 | 13 | +1  | 12 |
| 5  | Sinop      | 10 | 3 | 1 | 6 | 15 | 21 | −6  | 10 |
| 6  | Operário   | 10 | 2 | 2 | 6 | 6  | 19 | −13 | 8  |

### Grupp B
| Nr | Lag             | S  | V | O | F | GM | IM | MS | P  |
| -- | --------------- | -- | - | - | - | -- | -- | -- | -- |
| 1  | União           | 10 | 4 | 4 | 2 | 17 | 12 | +5 | 16 |
| 2  | Barra do Garças | 10 | 4 | 3 | 3 | 12 | 12 | 0  | 15 |
| 3  | Rondonópolis    | 10 | 3 | 5 | 2 | 16 | 14 | +2 | 14 |
| 4  | Vila Aurora     | 10 | 3 | 4 | 3 | 8  | 8  | 0  | 13 |
| 5  | CRAC            | 10 | 1 | 7 | 2 | 8  | 13 | −5 | 10 |
| 6  | Primavera       | 10 | 2 | 3 | 5 | 17 | 19 | −2 | 9  |

## Kvartsfinal
| Lag 1        | Resultat | Lag 2           | Match 1 | Match 2 | Straffar |
| ------------ | -------- | --------------- | ------- | ------- | -------- |
| Vila Aurora  | 3–1      | Luverdense      | 1–0     | 2–1     |          |
| Sorriso      | 2–6      | União           | 1–3     | 1–3     |          |
| Mixto        | 2–2      | Barra do Garças | 1–1     | 1–1     | 2–3      |
| Rondonópolis | 4–5      | Cuiabá          | 3–3     | 1–2     |          |

## Semifinal
| Lag 1           | Resultat | Lag 2       | Match 1 | Match 2 | Straffar |
| --------------- | -------- | ----------- | ------- | ------- | -------- |
| Barra do Garças | 3–2      | Vila Aurora | 2–1     | 1–1     |          |
| Cuiabá          | 4–2      | União       | 2–0     | 2–2     |          |

## Final
| Lag 1           | Resultat | Lag 2  | Match 1 | Match 2 | Straffar |
| --------------- | -------- | ------ | ------- | ------- | -------- |
| Barra do Garças | 2–4      | Cuiabá | 1–3     | 1–1     |          |